# Woori Financial Group
Woori Financial Group ist ein südkoreanischer Konzern mit Firmensitz in Seoul.
Der Konzern entstand infolge der Asienkrise auf den ostasiatischen Finanzmärkten. Woori Financial Group wurde 2001 gegründet und bildet den zweitgrößten Finanzkonzern in Südkorea. Der Konzern umfasst die ehemaligen südkoreanischen Finanzunternehmen Hanvit, Peace, Kwanju und Kyonnam Banks sowie Hanaro Investment Banking. Diese Vorgängerunternehmen wurden von der südkoreanischen Regierung übernommen und rekapitalisiert, da diese Finanzunternehmen unter den Vorgaben von Basel I gefallen waren. Die südkoreanische Regierung ist der Hauptanteilseigner von Woori Financial Group. Woori Financial Group gehört zu den Top Ten des Aktienindex KOSPI.
Infolge des Brexit verlagerte Woori seinen Europasitz von London nach Frankfurt am Main.